# Sigmund-Ulrich Freiherr von Gravenreuth
Sigmund-Ulrich Freiherr von Gravenreuth (21 de outubro de 1909 - 16 de outubro de 1944) foi um oficial alemão que serviu no Deutsches Heer durante a Segunda Guerra Mundial. Foi condecorado com a Cruz de Cavaleiro da Cruz de Ferro com Folhas de Carvalho.

## Carreira militar

### Patentes
| Fahnenjunker   | 1 de julho de 1934     |
| Gefreiter      | 1 de outubro de 1934   |
| Unteroffizier  | 1 de dezembro de 1934  |
| Fähnrich       | 1 de junho de 1935     |
| Oberfähnrich   | 1 de outubro de 1935   |
| Leutnant       | 1 de abril de 1936     |
| Oberleutnant   | 1 de dezembro de 1937  |
| Hauptmann      | 1 de dezembro de 1940  |
| Major          | 1 de fevereiro de 1943 |
| Oberstleutnant | 1 de abril de 1944     |

### Condecorações
| Distintivo de aviador                                            |                        |
| Distintivo de Voo do Fronte da Luftwaffe em Ouro                 |                        |
| Cruz Espanhola em Ouro com Espadas                               |                        |
| Cruz de Ferro (1939) 2ª Classe                                   | 18 de maio de 1940     |
| Cruz de Ferro (1939) 1ª Classe                                   | 21 de junho de 1940    |
| Distintivo de Feridos (1939) em Preto                            |                        |
| Distintivo de Feridos (1939) em Prata                            |                        |
| Troféu de Honra da Luftwaffe                                     | 14 de março de 1942    |
| Cruz Germânica em Ouro                                           | 31 de março de 1942    |
| Cruz de Cavaleiro da Cruz de Ferro                               | 24 de novembro de 1940 |
| Cruz de Cavaleiro da Cruz de Ferro com Folhas de Carvalho nº 692 | 9 de janeiro de 1945   |